# Division 1 i volleyboll för damer 2018/2019
Division 1 i volleyboll för damer 2018/2019 spelas 22 september 2018 till 24 mars 2019. Av de lag som placerat sig bäst anmälde IKSU, Stockholms Vingar och Värnamo Volley intresse av att delta i kvalet till Elitserien (tillsammans med två lag från Elitserien). Värnamo Volley vann kvalet och kvalificerade sig för spel i elitserien 2019/2020. Lindesbergs VBK B, Stockholms Vingar B, KFUM Jönköping, Falköpings VBK och Eneryda Volley åkte ur serien.
För första gången för division 1 registrerades resultaten direkt elektroniskt (istället för på paper) varför det var möjligt att följa resultaten live on-line.

## Tabeller

### Norra
| Pos | Lag                 | M  | V  | F  | P  | SV | SF | SK    | BV   | BF   | BK    | Kvalificering               |
| --- | ------------------- | -- | -- | -- | -- | -- | -- | ----- | ---- | ---- | ----- | --------------------------- |
| 1   | IKSU                | 20 | 18 | 2  | 54 | 58 | 16 | 3,625 | 1730 | 1415 | 1,223 | Kval till elitserien        |
| 2   | Sollentuna VK B     | 20 | 16 | 4  | 46 | 52 | 23 | 2,261 | 1729 | 1499 | 1,153 |                             |
| 3   | Stockholms Vingar   | 20 | 13 | 7  | 38 | 45 | 28 | 1,607 | 1624 | 1359 | 1,195 | Kval till elitserien        |
| 4   | RIG Falköping C     | 20 | 11 | 9  | 32 | 39 | 34 | 1,147 | 1625 | 1580 | 1,028 |                             |
| 5   | Västerås VBK        | 20 | 11 | 9  | 32 | 41 | 37 | 1,108 | 1704 | 1623 | 1,050 |                             |
| 6   | Solna VBK           | 20 | 10 | 10 | 30 | 41 | 40 | 1,025 | 1682 | 1706 | 0,986 |                             |
| 7   | Norsjö Volley       | 20 | 10 | 10 | 27 | 36 | 40 | 0,900 | 1619 | 1612 | 1,004 |                             |
| 8   | Karlstads VBK       | 20 | 7  | 13 | 25 | 32 | 43 | 0,744 | 1516 | 1639 | 0,925 |                             |
| 9   | Rissne IF           | 20 | 5  | 15 | 17 | 22 | 50 | 0,440 | 1416 | 1645 | 0,861 |                             |
| 10  | Lindesbergs VBK B   | 20 | 5  | 15 | 15 | 25 | 52 | 0,481 | 1442 | 1727 | 0,835 | Degraderade till Division 2 |
| 11  | Stockholms Vingar B | 20 | 4  | 16 | 14 | 24 | 52 | 0,462 | 1481 | 1763 | 0,840 | Degraderade till Division 2 |

### Södra
| Pos | Lag                 | M  | V  | F  | P  | SV | SF | SK    | BV   | BF   | BK    | Kvalificering              |
| --- | ------------------- | -- | -- | -- | -- | -- | -- | ----- | ---- | ---- | ----- | -------------------------- |
| 1   | Engelholms VS B     | 22 | 19 | 3  | 56 | 61 | 19 | 3,211 | 1864 | 1478 | 1,261 |                            |
| 2   | Värnamo Volley      | 22 | 17 | 5  | 49 | 59 | 29 | 2,034 | 1953 | 1691 | 1,155 | Kval till elitserien       |
| 3   | RIG Falköping B     | 22 | 16 | 6  | 49 | 57 | 29 | 1,966 | 1921 | 1685 | 1,140 |                            |
| 4   | KFUM Göteborg       | 22 | 15 | 7  | 45 | 51 | 28 | 1,821 | 1815 | 1561 | 1,163 |                            |
| 5   | Engelholms VS C     | 22 | 13 | 9  | 39 | 49 | 37 | 1,324 | 1878 | 1724 | 1,089 |                            |
| 6   | Falkenbergs VBK     | 22 | 12 | 10 | 35 | 47 | 42 | 1,119 | 1904 | 1886 | 1,010 |                            |
| 7   | Ljungby Volley      | 22 | 9  | 13 | 29 | 36 | 47 | 0,766 | 1770 | 1876 | 0,943 |                            |
| 8   | Veddige Varberg VBK | 22 | 10 | 12 | 25 | 38 | 48 | 0,792 | 1767 | 1888 | 0,936 |                            |
| 9   | Kronan VBK          | 22 | 7  | 15 | 23 | 29 | 52 | 0,558 | 1625 | 1798 | 0,904 |                            |
| 10  | KFUM Jönköping      | 22 | 7  | 15 | 22 | 31 | 50 | 0,620 | 1640 | 1811 | 0,906 | Degraderat till Division 2 |
| 11  | Falköpings VK       | 22 | 4  | 18 | 14 | 21 | 56 | 0,375 | 1411 | 1772 | 0,796 | Degraderat till Division 2 |
| 12  | Eneryda Volley      | 22 | 3  | 19 | 10 | 18 | 60 | 0,300 | 1469 | 1847 | 0,795 | Degraderat till Division 2 |

## Fotnoter
1. ↑  ”Kval till Elitserien 2019/20”. Elitserien Volleyboll. 4 mars 2019. https://elitserienvolleyboll.se/2019/03/04/kval-till-elitserien-2019-20/. Läst 31 augusti 2023.
2. ↑  ”Kval till Elitserien Damer 2018/19”. Elitserien Volleyboll. https://svbf-web.dataproject.com/CompetitionHome.aspx?ID=145. Läst 31 augusti 2023.
3. ↑  ”Division 1 Södra Damer tjuvstartar volleybollsäsongen”. Svenska volleybollförbundet. 21 september 2018. https://volleyboll.se/volleyboll/nyheter/volleyboll/2018-09-21-division-1-sodra-damer-tjuvstartar-volleybollsasongen. Läst 31 augusti 2023.